# Mária Jana Terrayová
Mária Jana Terrayová, rozená Maria Jana Dokulilová, jinak známa též jako Maria Jana Terrayová, či Mária Jana Terrayová-Dokulilová (29. dubna 1922 Přibyslavice – 14. dubna 1993 Bratislava) byla česká a slovenská muzikoložka, archivářka a publicistka.

## Biografie
Mária Jana Terrayová se narodila v roce 1922 v Přibyslavicích nedaleko Třebíče, narodila se jako Maria Jana Dokulilová. V roce 1941 odmaturovala na gymnáziu v Třebíči a následně odešla do Brna, kde v letech 1941–1946 studovala na konzervatoři hru na varhany. V letech 1945–1950 absolvovala obor hudební vědy a sociologie na Filozofické fakultě Masarykovy univerzity v Brně a získala titul PhDr. V roce 1948 nastoupila pozici knihovnice hudebního oddělení Univerzitní knihovny v Brně, kde působila do roku 1950. V témže roce ukončila po první státní zkoušce studium hry na varhany na Hudební fakultě Janáčkovy akademie múzických umění v Brně. Posléze odešla do Bratislavy, kde mezi lety 1951 a 1954 pracovala jako knihovnice v Univerzitní knihovně v Bratislavě. V roce 1954 nastoupila na Ústav hudební vědy Slovenské akademie věd, tam působila jako vedoucí pracovnice až do roku 1982.
Věnovala se primárně hudební historii a historiografii Slovenska, zvláště se zajímala o hudbu v baroku a renesanci. Byla objevitelkou rukopisů ze Štítniku, byla autorkou expozice v Domě hudby Mikuláše Schneidera-Trnavského v Trnavě. Věnovala se také heslům v Encyklopedii Slovenska nebo katalogizaci Levočské sbírky a publikaci článků o hudební dílech.